# Felice Hüni-Mihacsek
Felice Hüni-Mihacsek (Pécs, 3 d'abril de 1891 - Munic, 26 de març de 1976) fou una soprano hongaresa.
Va estudiar a Viena amb Rosa Papier. Va començar la seva carrera el 1916-17 a Hamburg. Va cantar a l'Staatsoper el 1919 com la Primera Dama a Die Zauberflöte. Va romandre com a membre de la companyia de Viena fins al 1925, quan es va unir a la Staatsoper de Múnic, cantant regularment fins al 1944 i ocasionalment durant la postguerra fins al 1953.
La Temporada 1925-1926 va cantar al Gran Teatre del Liceu de Barcelona.
La seva veu, d’una bellesa extraordinària, es caracteritzava per un domini tècnic impecable, combinat amb una entonació plena i brillant i una gran sensibilitat expressiva. Va enregistrar principalment per al segell Polydor. Christschall, a Àustria, va publicar algunes de les seves interpretacions de música sacra.